# Sanderum Sogn
Sanderum Sogn er et sogn i Hjallese Provsti (Fyens Stift).
I 1800-tallet var Sanderum Sogn et selvstændigt pastorat, men det dannede sognekommune med Dalum Sogn. Begge sogne hørte til Odense Herred i Odense Amt. Sognekommunen blev senere delt, så hvert sogn dannede sin egen sognekommune. Både Sanderum og Dalum blev ved kommunalreformen i 1970 indlemmet i Odense Kommune.
I Sanderum Sogn ligger Sanderum Kirke.
Ravnebjerg Kirke blev i 1902 indviet som filialkirke til Sanderum Kirke. Ravnebjerg blev et kirkedistrikt i Sanderum Sogn. Ravnebjerg Kirkedistrikt blev i 2007 flyttet til Ubberud Sogn, og i 2010 blev det udskilt som det selvstændige Ravnebjerg Sogn.
Dyrup Kirke blev indviet i 1986. Dyrup Sogn blev i 1989 udskilt af Sanderum Sogn.
I sognet findes følgende autoriserede stednavne:
- Bøllemose (bebyggelse, ejerlav)
- Drøjsbjerg (bebyggelse)
- Elmelund (bebyggelse, ejerlav)
- Elsesminde (landbrugsejendom)
- Enghave (bebyggelse)
- Fruens Bøge (bebyggelse)
- Grynborg (bebyggelse, ejerlav)
- Hesbjerg (bebyggelse)
- Holmstrup (bebyggelse, ejerlav)
- Højme (bebyggelse, ejerlav)
- Lettebæk (bebyggelse)
- Mikkelsmose (bebyggelse)
- Nybohus (bebyggelse)
- Ravnebjerg (bebyggelse, ejerlav)
- Ruerne (bebyggelse)
- Sanderum (bebyggelse, ejerlav)
- Storskov (areal)
- Øghaven (bebyggelse, ejerlav)